# Дулут
Дулу́т (англ. Duluth) — город в штате Миннесота, административный центр округа Сент-Луис.

## География
Дулут — порт на высоте 185 м над уровнем моря, на берегу озера Верхнего (самого крупного и холодного из системы Великих озёр). Это обусловило основу его экономики — переработка грузов. Также в городе развит и туризм.
Озеро также значительно влияет и на климат города. Одно из неофициальных названий Дулута — город-кондиционер. Климат сырой, ветреный, один из самых холодных в США (исключая Аляску). Среднедневная температура с середины ноября до начала апреля не превышает 0 °C. Осадков выпадает 727 мм в год, летом выпадают в основном в виде мелкого дождя или мороси, зимой — в виде снега. Среднегодовая температура — +3,8 °C.

## Население
Население Дулута на 2010 год составило 86,3 тыс. человек, из них 93,2 % относятся к белым. Около трети жителей — потомки или выходцы из Скандинавии. 18,5 % жителей имеют немецкое происхождение. Среди уроженцев Дулута — Боб Дилан.
В Дулуте был в 1845 году построен один из первых в мире элеватор для хранения зерна. С 1977 года ежегодно в июне проводится марафон — Grandma’s Marathon.

## Название
Город назван в честь Даниэля дю Люта, первого известного европейского исследователя области.

## Достопримечательности
Ярким объектом, привлекающим внимание туристов, является разводной подъёмный мост у входа в гавань Дулута, первоначально, в 1905 году, построенный как летающий паром.

## Города-побратимы
- Векшё (швед. Växjö), Швеция
- Исуми (яп. いすみ市), Япония
- Петрозаводск, Россия
- Тандер-Бей, Канада
- Рания, Ирак (2014)[2]